# Вальтер Абрагам
Вальтер Абрагам (нім. Walter Abraham; 25 жовтня 1896, Бесков — 24 червня 1963, Гамбург) — німецький офіцер, один із керівників поліції порядку (ОРПО), бригадефюрер СС та генерал-майор поліції (20 квітня 1944).

## Біографія
Учасник Першої світової війни. У 1919 році вступив на службу в охоронну поліцію. З 15 травня по 20 жовтня 1933 року — начальник управління державної поліції Гамбурга. З 1935 року — референт, з 1936 року — офіцер штабу 3-го відділу Імперського міністерства внутрішніх справ. З вересня 1936 року — керівник групи та уповноважений Командного управління Головного управління поліції порядку. 1 травня 1937 року вступив у НСДАП (квиток №5 918 712), 2 березня 1944 року — в СС (посвідчення №474 730). 20 квітня 1940 року призначений начальником штабу ОРПО у Норвегії (зі штаб-квартирою в Осло). З жовтня 1940 року — начальник штабу ОРПО у Берліні. У 1942 році недовго обіймав посаду президента поліції Праги, керував арештами після замаху на Райнгарда Гейдріха. З квітня 1943 року — командувач охоронної поліції в Мінську. З 1 жовтня по 1 грудня 1943 та з 31 травня 1944 року — командувач охоронною поліцією Гамбурга, одночасно з 1 січня 1945 року — командувач ОРПО Гамбурга.

## Нагороди
- Залізний хрест 2-го і 1-го класу
- Почесний хрест ветерана війни з мечами